# Christopher Alesund

Christopher "GeT_RiGhT" Alesund (Estocolmo, 29 de maio de 1990) é um jogador profissional de Counter-Strike atualmente jogando pela equipe Team Dignitas, e considerado um dos melhores jogadores da história do Counter-Strike.

## Carreira
Em agosto de 2007 sua equipe, Ninjas in Pyjamas se dissolveu, tempos depois, em setembro de 2007 a março de 2008 GeT_RiGhT Jogou como substituto do SK Gaming no IEM II Finals no qual a equipe terminou em quarto. Em 19 de janeiro de 2009 GeT_RiGhT foi para a fnatic com Patrik "f0rest" Lindberg e Patrick "cArn" Sättermon. GeT_RiGhT vence em 2009 a IEM III, em Hannover, a Electronic Sports World Cup em Cheonan,  KODE5 em Moscow e o World e-Sports Masters em Hangzhou e foi, portanto, parte das equipes de maior sucesso no Counter-Strike em 2009. por suas realizações GeT_RiGhT ganhou em 2009 dois prêmios de melhor jogador de Counter-Strike. em 2010 GeT_RiGhT venceu pela fnatic, no IEM V - Xangai. Com a seleção nacional da Suécia GeT_RiGhT ganhou o 2010 ASUS European Nations Champions. Em dezembro de 2010, GeT_RiGhT vai com Patrik "f0rest" Lindberg ao SK Gaming. Com esta equipe ganhou a Electronic Sports World Cup 2011 e outros eventos como o DreamHack e Intel Extreme Masters. 
Em 10 de agosto de 2012, GeT_RiGhT, sai da SK Gaming e  migra para o novo Counter-Strike: Global Offensive com a equipe refeita Ninjas in Pyjamas. A Equipe foi revelada no novo jogo rapidamente. Ainda, em 2012, GeT_RiGhT tinha o melhor K/D de sua equipe no evento da  Electronic Sports World Cup e a DreamHack Winter. A equipe ganhou 87 mapas consecutivos em eventos em LAN e estabeleceu um novo recorde. GeT_RiGhT e sua equipe ganharam, em 2013, mais de vinte torneios. GeT_RiGhT ganha o prêmio de Melhor Jogador do Ano de Counter-Strike em 2013 pela HLTV. Em 2014, ganhou novamente o prêmio de Melhor Jogador do Ano de Counter-Strike pela HLTV. Seu maior destaque em 2014 foi a vitória de um CS:GO Major, a ESL One Cologne 2014, campeonato patrocinado pela desenvolvedora do jogo Valve. Em 2015, o time ficou em baixa não ganhando nenhum campeonato de alto nível durante o ano, em 2016 GeT_RiGhT e seu time voltam a vencer, conquistando os títulos da DreamHack Masters Malmö 2016, StarLadder i-League StarSeries Season 2, Intel Extreme Masters Season XI Oakland, mais acabam sendo eliminados pela primeira vez na fase de grupos de um CS:GO Major, assim tendo que jogar o qualificatório para o próximo CS:GO Major, no qualificatório para o ELEAGUE Major Atlanta 2017, GeT_RiGhT e sua equipe não vão bem acabam só vencendo um mapa e perdendo três e ficam de fora pela primeira vez de um CS:GO Major, Em 2017 GeT_RiGhT e sua equipe não tem um bom ano, não conseguindo se classificar para nenhum dos dois CS:GO Majors do ano, mais ainda consegue vencer a DreamHack Open Valencia 2017 e o Intel Extreme Masters Season XII - Oakland, Em 2018 GeT_RiGhT e sua equipe não tem um bom começo de ano, mais conseguem melhorar a tempo de vencer o Europe Minor Championship - London 2018 e assim conquistarem a vaga para o FACEIT Major: London 2018.
GeT_RiGhT é amplamente considerado um dos maiores jogadores de Counter-Strike de todos os tempos em ambas as versões do jogo . Embora nunca tenha sido considerado o melhor aimer no jogo , ele é bem conhecido por seu jogo altamente consistente , o sucesso em situações de clutch e de alta pressão , e por popularizar o papel "lurker" entre as equipes. O site HLTV.org classificado ele como o melhor jogador de 2013 e 2014. devido ao seu alto nível de jogo nas finais de torneios e outros jogos importantes.

## Torneios Notáveis
GeT_RiGhT ficou no top 4 do seguintes torneios:

### Counter-Strike
| Colocação | Data       | Torneio                                                       | Time      | Fase                     | Resultado | Premiação  |
| --------- | ---------- | ------------------------------------------------------------- | --------- | ------------------------ | --------- | ---------- |
| 4º        | 09/03/2012 | Intel Extreme Masters Season VI World Championship            | SK Gaming | Decisão de 3º lugar      | 1 : 2     | $4,000     |
| 2º        | 22/01/2012 | Intel Extreme Masters Season VI Global Challenge Kiev         | SK Gaming | Final                    | 0 : 2     | $8,000     |
| 2º        | 11/12/2011 | World Cyber Games 2011                                        | SK Gaming | Final                    | 1 : 2     | $6,000     |
| 1º        | 24/10/2011 | ESWC 2011                                                     | SK Gaming | Final                    | 2 : 0     | $12,000    |
| 1º        | 16/10/2011 | Intel Extreme Masters Season VI Global Challenge New York     | SK Gaming | Final                    | 2 : 0     | $16,000    |
| 2º        | 21/08/2011 | World eSports Games: e-Stars 2011                             | SK Gaming | Final                    | 1 : 2     | $11,061.60 |
| 1º        | 24/07/2011 | GameGune 2011                                                 | SK Gaming | Final                    | 16 - 14   | $17,228.40 |
| 1º        | 10/07/2011 | Intel Challenge Super Cup 8                                   | SK Gaming | Final                    | 2 : 1     | $5,000     |
| 1º        | 20/06/2011 | DreamHack Summer 2011                                         | SK Gaming | Final                    | 2 : 0     | $9,436.12  |
| 2º        | 23/04/2011 | Copenhagen Games 2011                                         | SK Gaming | Final                    | 0 : 2     | $6,827.48  |
| 4º        | 05/03/2011 | Intel Extreme Masters Season V World Championship             | SK Gaming | Decisão de 3º lugar      | 1 : 2     | $4,000     |
| 2º        | 08/09/2010 | Beat it! 2010                                                 | Fnatic    | Final                    | 1 : 2     | $7,500     |
| 3º        | 15/08/2010 | World eSports Games: e-Stars 2010                             | Fnatic    | Decisão de 3º lugar      | 2 : 1     | $1,687.40  |
| 2º        | 09/08/2010 | EPS Nordic Season II                                          | Fnatic    | Final                    | 0 : 2     | $2,117.98  |
| 1º        | 01/08/2010 | Intel Extreme Masters Season V Global Challenge Shanghai      | Fnatic    | Final                    | 2 : 0     | $14,000    |
| 1º        | 24/07/2010 | GameGune 2010                                                 | Fnatic    | Final                    | 2 : 1     | $15,493.20 |
| 1º        | 16/05/2010 | Arbalet Cup Europe 2010                                       | Fnatic    | Final                    | 2 : 1     | $15,000    |
| 2º        | 06/03/2010 | Intel Extreme Masters Season IV World Championship            | Fnatic    | Final                    | 0 : 2     | $20,000    |
| 2º        | 17/01/2010 | Intel Extreme Masters Season IV European Championship Finals  | Fnatic    | Final                    | 1 : 2     | $10,000    |
| 1º        | 19/12/2009 | World eSports Masters 2009                                    | Fnatic    | Final                    | 2 : 0     | $22,500    |
| 2º        | 15/11/2009 | World Cyber Games 2009                                        | Fnatic    | Final                    | 0 : 2     | $18,000    |
| 1º        | 22/10/2009 | Intel Extreme Masters Season IV Global Challenge Dubai        | Fnatic    | Final                    | 2 : 0     | $10,000    |
| 2º        | 03/10/2009 | Intel Extreme Masters Season IV Global Challenge Chengdu      | Fnatic    | Final                    | 0 : 2     | $7,500     |
| 3/4º      | 23/08/2009 | Intel Extreme Masters Season IV Global Challenge Gamescom     | Fnatic    | Semi-Final               | 0 : 2     | $2,000     |
| 1º        | 26/07/2009 | World eSports Games: e-Stars 2009                             | Fnatic    | Final                    | 2 : 0     | $11,878.50 |
| 1º        | 16/06/2009 | DreamHack Summer 2009                                         | Lemondogs | Final                    | 2 : 1     | $7,663.54  |
| 1º        | 10/05/2009 | KODE5 2009                                                    | Fnatic    | Final                    | 2 : 0     | $25,000    |
| 1º        | 05/05/2009 | Electronic Sports World Cup Masters of Cheonan                | Fnatic    | Final                    | 2 : 0     | $20,000    |
| 2º        | 25/04/2009 | EPS Scandinavia Season I                                      | Fnatic    | Final                    | 0 : 2     | $6,621.21  |
| 1º        | 08/03/2009 | Intel Extreme Masters Season III World Championship           | Fnatic    | Final                    | 16 - 13   | $50,000    |
| 4º        | 05/03/2009 | Intel Extreme Masters Season III European Championship Finals | Fnatic    | Semi-Final da repescagem | 11 - 16   | $4,000     |
| 1º        | 28/09/2008 | DreamHack Skellefteå II                                       | EvilZone  | Final                    | 2 : 1     | $7,704     |
| 4º        | 09/03/2008 | Intel Extreme Masters Season II World Championship            | SK Gaming | Semi-Final da repescagem | 14 - 16   | $7,000     |

### Counter Strike: Global Offensive
| Colocação | Data       | Torneio                                                 | Time              | Fase                | Resultado | Premiação  |
| --------- | ---------- | ------------------------------------------------------- | ----------------- | ------------------- | --------- | ---------- |
| 5/8º      | 01/03/2019 | Intel Extreme Masters Season XIII - Katowice Major 2019 | Ninjas in Pyjamas | Quartas de Final    | 0 : 2     | $35,000    |
| 3/4º      | 24/11/2018 | Esports Championship Series Season 6 - Finals           | Ninjas in Pyjamas | Semi-Final          | 1 : 2     | $65,000    |
| 2º        | 03/11/2018 | BLAST Pro Series: Copenhagen 2018                       | Ninjas in Pyjamas | Final               | 0 : 2     | $50,000    |
| 3º        | 29/09/2018 | BLAST Pro Series: Istanbul 2018                         | Ninjas in Pyjamas | Fase de Grupos      | 2/1/2     | $25,000    |
| 9/11º     | 16/09/2018 | FACEIT Major: London 2018                               | Ninjas in Pyjamas | Fase de Grupos      | 1 : 2     | $8,750     |
| 3/4º      | 02/09/2018 | DreamHack Masters Stockholm 2018                        | Ninjas in Pyjamas | Semi-Final          | 0 : 2     | $22,000    |
| 1º        | 22/07/2018 | Europe Minor Championship - London 2018                 | Ninjas in Pyjamas | Final               | 2 : 0     | $30,000    |
| 1º        | 19/11/2017 | Intel Extreme Masters Season XII - Oakland              | Ninjas in Pyjamas | Final               | 3 : 2     | $129,000   |
| 3/4º      | 03/09/2018 | DreamHack Masters Malmö 2017                            | Ninjas in Pyjamas | Semi-Final          | 0 : 2     | $22,000    |
| 1º        | 15/07/2017 | DreamHack Open Valencia 2017                            | Ninjas in Pyjamas | Final               | 2 : 0     | $50,000    |
| 1º        | 21/11/2016 | Intel Extreme Masters Season XI Oakland                 | Ninjas in Pyjamas | Final               | 2 : 1     | $128,000   |
| 3/4º      | 30/10/2016 | ESL Pro League Season 4: Finals                         | Ninjas in Pyjamas | Semi-Final          | 1 : 2     | $45,000    |
| 1º        | 11/09/2016 | StarLadder i-League StarSeries Season 2                 | Ninjas in Pyjamas | Final               | 2 : 0     | $130,000   |
| 9/12º     | 07/07/2016 | ESL One: Cologne 2016                                   | Ninjas in Pyjamas | Fase de Grupos      | 1 : 2     | $8,750     |
| 2º        | 20/06/2016 | DreamHack Open Summer 2016                              | Ninjas in Pyjamas | Final               | 0 : 2     | $20.000    |
| 3/4º      | 14/05/2016 | ESL Pro League Season 3: Finals                         | Ninjas in Pyjamas | Semi-Final          | 1 : 2     | $44,000    |
| 1º        | 17/04/2016 | DreamHack Masters Malmö 2016                            | Ninjas in Pyjamas | Final               | 2 : 0     | $100,000   |
| 5/8º      | 01/04/2016 | MLG Major Championship: Columbus 2016                   | Ninjas in Pyjamas | Quartas de Final    | 0 : 2     | $35,000    |
| 2º        | 06/12/2015 | Fragbite Masters Season 5                               | Ninjas in Pyjamas | Final               | 1 : 2     | $14,713.0  |
| 3/4º      | 01/11/2015 | DreamHack Open Cluj-Napoca 2015                         | Ninjas in Pyjamas | Semi-Final          | 0 : 2     | $22,000    |
| 3/4º      | 26/09/2015 | Gfinity Champion of Champions                           | Ninjas in Pyjamas | Semi-Final          | 2 : 3     | $10,000    |
| 3/4º      | 11/09/2015 | ESL ESEA Pro League Invitational                        | Ninjas in Pyjamas | Semi-Final          | 1 : 2     | $25,000    |
| 5/8º      | 22/08/2015 | ESL One: Cologne 2015                                   | Ninjas in Pyjamas | Quartas de Final    | 0 : 2     | $10,000    |
| 2º        | 28/06/2015 | Gfinity Masters Summer 1                                | Ninjas in Pyjamas | Final               | 0 : 3     | $20,000    |
| 3/4º      | 15/06/2015 | DreamHack Open Summer 2015                              | Ninjas in Pyjamas | Semi-Final          | 0 : 2     | $3,000     |
| 2º        | 03/05/2015 | FACEIT League 2015 Stage I Finals                       | Ninjas in Pyjamas | Final               | 1 : 2     | $18,000    |
| 3º        | 25/04/2015 | PGL CS:GO Championship Series Kick-off Season           | Ninjas in Pyjamas | Final da repescagem | 0 : 2     | $10,000    |
| 2º        | 29/03/2015 | StarLadder StarSeries XII                               | Ninjas in Pyjamas | Final               | 0 : 3     | $9,000     |
| 2º        | 22/03/2015 | Gfinity Spring Masters 1                                | Ninjas in Pyjamas | Final               | 1 : 3     | $15,000    |
| 2º        | 15/03/2015 | ESL One: Katowice 2015                                  | Ninjas in Pyjamas | Final               | 1 : 2     | $50,000    |
| 2º        | 25/01/2015 | MLG X Games Aspen Invitational                          | Ninjas in Pyjamas | Final               | 1 : 2     | $12,500    |
| 2º        | 29/11/2014 | DreamHack Winter 2014                                   | Ninjas in Pyjamas | Final               | 1 : 2     | $50,000    |
| 1º        | 17/08/2014 | ESL One: Cologne 2014                                   | Ninjas in Pyjamas | Final               | 2 : 1     | $100,000   |
| 1º        | 16/06/2014 | DreamHack Summer 2014                                   | Ninjas in Pyjamas | Final               | 2 : 0     | $10,000    |
| 2º        | 04/05/2014 | StarLadder StarSeries IX                                | Ninjas in Pyjamas | Final               | 0 : 3     | $7,000     |
| 1º        | 19/04/2014 | Copenhagen Games 2014                                   | Ninjas in Pyjamas | Final               | 2 : 1     | $19,341.02 |
| 2º        | 16/03/2014 | ESL Major Series One Katowice 2014                      | Ninjas in Pyjamas | Final               | 0 : 2     | $50,000    |
| 1º        | 13/12/2013 | Fragbite Masters Season 1                               | Ninjas in Pyjamas | Final               | 2 : 0     | $10,652.50 |
| 2º        | 30/11/2013 | DreamHack Winter 2013                                   | Ninjas in Pyjamas | Final               | 1 : 2     | $50,000    |
| 4º        | 02/11/2013 | ESWC 2013                                               | Ninjas in Pyjamas | Decisão de 3º lugar | 0 : 2     | $0         |
| 2º        | 27/10/2013 | ESL Major Series One - Fall 2013                        | Ninjas in Pyjamas | Final               | 1 : 2     | $7,000     |
| 3º        | 12/10/2013 | StarLadder StarSeries VII                               | Ninjas in Pyjamas | Final da repescagem | 1 : 2     | $2,500     |
| 1º        | 15/09/2013 | DreamHack Bucharest 2013                                | Ninjas in Pyjamas | Final               | 2 : 0     | $7,500     |
| 1º        | 18/08/2013 | ESEA Global Finals Season 14                            | Ninjas in Pyjamas | Final               | 2 : 1     | $20,000    |
| 1º        | 07/07/2013 | StarLadder StarSeries VI                                | Ninjas in Pyjamas | Final               | 3 : 2     | $6,000     |
| 3/4º      | 30/06/2013 | ESL Major Series One - Summer 2013                      | Ninjas in Pyjamas | Semi-Final          | 1 : 2     | $4,000     |
| 1º        | 17/06/2013 | DreamHack Summer 2013                                   | Ninjas in Pyjamas | Final               | 2 : 0     | $10,815.51 |
| 1º        | 21/04/2013 | ESEA Global Finals Season 13                            | Ninjas in Pyjamas | Final               | 2 : 0     | $17,500    |
| 1º        | 14/04/2013 | ESL Major Series One - Spring 2013                      | Ninjas in Pyjamas | Final               | 2 : 0     | $12,000    |
| 2º        | 07/04/2013 | StarLadder StarSeries V                                 | Ninjas in Pyjamas | Final               | 0 : 2     | $3,000     |
| 1º        | 31/03/2013 | Copenhagen Games 2013                                   | Ninjas in Pyjamas | Final               | 16 - 2    | $21,157.13 |
| 1º        | 23/03/2013 | TECHLABS Cup 2013 Moscow                                | Ninjas in Pyjamas | Final               | 2 : 0     | $8,000     |
| 1º        | 24/02/2013 | Esports Heaven: Vienna                                  | Ninjas in Pyjamas | Final               | 2 : 0     | $7,914.52  |
| 1º        | 02/12/2012 | AMD Sapphire Invitational                               | Ninjas in Pyjamas | Final               | 2 : 0     | $10,000    |
| 1º        | 24/11/2012 | DreamHack Winter 2012                                   | Ninjas in Pyjamas | Final               | 2 : 0     | $22,637.58 |
| 1º        | 04/11/2012 | ESWC 2012                                               | Ninjas in Pyjamas | Final               | 2 : 0     | $12,000    |
| 1º        | 23/09/2012 | DreamHack Valencia 2012                                 | Ninjas in Pyjamas | Final               | 2 : 0     | $2,500     |

- Em negrito indica campeonatos patrocinados pela Valve, CS:GO Majors.
- CS:GO Majors são os únicos campeonatos a terem resultados acima de 4º colocado na tabela

## Prêmios
- eSports Award 2009 nas categorias de Melhor Jogador de Counter-Strike e Jogador do Ano de 2009[15]
- Segundo melhor jogador de Counter Strike de 2010 pelo site HLTV.org[16]
- Segundo melhor jogador de Counter Strike de 2011 pelo site HLTV.org[17]
- Melhor jogador de CS:GO de 2013 pelo site HLTV.org[18]
- Melhor jogador de CS:GO de 2014 pelo site HLTV.org[19]